# أوغستا فيكتوريا من شلسفيغ-هولشتاين
أوغستا فيكتوريا من شلسفيغ-هولشتاين (بالألمانية: Auguste Viktoria von Schleswig-Holstein-Sonderburg-Augustenburg)‏ (أوغستا فيكتوريا فريدريكا فيودورا جيني؛ 22 أكتوبر 1858 - 11 أبريل 1921)؛ كانت ثالثة وأخر إمبراطورة لألمانيا القرينة، وأيضا أخر ملكة بروسيا القرينة من خلال زواجها من الإمبراطور فيلهلم الثاني.
هي أكبر أبناء الباقيين على قيد الحياة لـ فريدرخ الثامن، دوق شلسفيغ-هولشتاين والأميرة أدلهيد من هوهنلوهه-لانغنبورغ ابنة شقيقة الملكة فيكتوريا من المملكة المتحدة التي هي جدة الإمبراطور فيلهلم الثاني.
أوغستا تزوجت من فيلهلم في 27 فبراير 1881، قبل ذلك كان هناك اقتراح لزواج الأمير من إليزابيث أميرة هسن والراين ابنة خالته، لم يتفاعل الأمير مع هذا الاقتراح كثيراً، بحيث كان يصر على الزواج من أميرة أخرى، عائلته أصلاً في البداية كانت ضد زواجه من أوغستا فيكتوريا، بحيث أن والدها لم يتمتع بالكثير من السيادة، ومع ذلك كان المستشار أوتو فون بسمارك مؤيداً قوياً لهذا الزواج، معتقداً أن هذا الزواج يضع حد للنزاع بين الحكومة البروسية ووالد أوغستا، وفي النهاية أعطت الأسرة الموافقة الرسمية بعد دعم بسمارك وعناد الأمير.

## الأبناء
- فيلهلم، أمير ألمانيا الوراثي (1882-1951)؛ تزوج من الدوقة سيسلي من مكلنبورغ-شفيرين.
- الأمير إيتل فريدرش من بروسيا (1883-1942)؛ تزوج من الدوقة صوفيا شارلوت من أولدنبورغ.
- الأمير أدالبرت من بروسيا (1884-1948)؛ تزوج من الأميرة أديلايد من ساكس-ماينينغن.
- الأمير أوغست فيلهلم من بروسيا (1887-1949)؛ تزوج من الأميرة ألكساندرافيكتوريا من شلسفيغ-هولشتاين-سوندربورغ-غلوكسبورغ.
- الأمير أوسكار من بروسيا (1888-1958)؛ تزوج من الكونتيسة إينا ماري فون باسويتز.
- الأمير يواخيم من بروسيا (1890-1920)؛ تزوج من الأميرة ماري أوغستا من أنهالت.
- فيكتوريا لويز من بروسيا (1892-1980)؛ تزوجت من إرنست أوغسطس دوق براونشفايغ.

## معرض صور